# Episodi di Rascal, il mio amico orsetto
La serie animata Rascal, il mio amico orsetto è stata prodotta nel 1977 dalla Nippon Animation in 52 episodi, trasmessi in Giappone a partire dal 2 gennaio 1977 e in Italia nel 1985.

## Episodi
| Nº | Titolo italiano Giapponese 「Kanji」 - Rōmaji | In onda           | In onda |
| Nº | Titolo italiano Giapponese 「Kanji」 - Rōmaji | Giapponese        |         |
| 1  | Il cucciolo dalla maschera nera 「黒いマスクの可愛いやつ」 - kuroi masuku no kawaii yatsu | 2 gennaio 1977    |         |
| 1  | Da qualche tempo la madre di Sterling è ricoverata all'ospedale di Milwaukee e lui e suo padre fanno quello che possono per mandare avanti la casa. Quando nel pomeriggio lui ed il suo amico Oscar vanno a pescare, vedono un cacciatore che uccide una femmina di orsetto lavatore, lasciando il suo piccolo indifeso e condannato a morire di fame. Sterling decide di prenderlo con sé. |                   |         |
| 2  | Mio nuovo amico 「ぼくの新しい友達」 - bokuno atarashi i tomodachi | 9 gennaio 1977    |         |
| 2  | La madre di Oscar spiega a Sterling come dare da mangiare al suo piccolo orsetto, che viene chiamato Rascal. Sterling trova una tana adatta a lui nel tronco della vecchia quercia del suo cortile. |                   |         |
| 3  | L’amicizia 「友情」 - yūjō | 16 gennaio 1977   |         |
| 3  | Sterling deve andare a Milwaukee a trovare sua madre che deve essere operata di lì a poco e chiede ad Oscar di dar da mangiare ai suoi animali: il cane Waser, il corvo Poe, le puzzole e naturalmente Rascal. Il padre di Oscar inizialmente è contrario, ma la madre intercede e alla fine Oscar ha il permesso. |                   |         |
| 4  | Viaggio a Milwaukee 「ミルウォーキーのお月さま」 - mirūoki noo gatsu sama | 23 gennaio 1977   |         |
| 4  | Sterling è felice perché rivede la madre dopo tanto tempo, ma non sa che lei è gravemente malata e forse ha un tumore. Il padre Willard e Theodora sua sorella sanno però tutto e tentano di nascondergli la loro disperazione. |                   |         |
| 5  | Un regalo per Oscar 「オスカーへの贈り物」 - osuka heno okurimono | 30 gennaio 1977   |         |
| 5  | L'operazione ha successo, ma il chirurgo non nasconde a Willard il rischio di una fatale ricaduta. Sterling non sa nulla e quando torna a casa regala ad Oscar la sua canna da pesca in segno di ringraziamento per avere accudito i suoi animali. |                   |         |
| 6  | Addio amiche puzzole 「さようならスカンクたち」 - sayōnara sukanku tachi | 6 febbraio 1977   |         |
| 6  | Slammy è il bulletto della scuola e desidera a tutti i costi Rascal. Dal momento però che Waser fa buona guardia alla tana dell'orsetto, gli aizza contro un altro cane in modo da poter rubare Rascal indisturbato. Dal trambusto che segue, le puzzole di Sterling reagiscono impregnando l'intero quartiere con il loro terribile odore e alla fine il ragazzo, per le proteste dei vicini, dovrà liberarsene. |                   |         |
| 7  | Chi è più veloce? 「馬と自動車はどちらが速いか」 - uma to jidōsha hadochiraga hayai ka | 13 febbraio 1977  |         |
| 7  | Il signor Trumann è un vicino di casa un po' invidioso. Compra anche lui un'automobile come quella del padre di Sterling, ma non sa guidare e riesce solo a fondere il motore. |                   |         |
| 8  | Rane e Boxe 「蛙とボクシング」 - kaeru to bokushingu | 20 febbraio 1977  |         |
| 8  | Slammy non ha ancora rinunciato a Rascal. Sterling è molto più minuto di lui, ma prende lezioni di boxe da Martin Russel, un ex pugile. Dopo l'ennesima cattiveria di Slammy, Sterling lo sfida e lo batte facilmente. |                   |         |
| 9  | Mamma torna a casa 「お母さんの帰宅」 - o kaasan no kitaku | 27 febbraio 1977  |         |
| 9  | Sterling è felice perché la madre sta per ritornare a casa e non bada agli strani e inquietanti sogni che sta facendo da qualche tempo. La madre Elisabeth è consapevole di stare ancora molto male: spera di guarire presto, ma in cuor suo sa di essere ritornata a casa solamente per morire in mezzo ai suoi cari. |                   |         |
| 10 | La prima esplorazione 「はじめての探検」 - hajimeteno tanken | 6 marzo 1977      |         |
| 10 | Rascal sta diventando grande: esce dalla sua tana e comincia ad esplorare il giardino. Sterling non lo vuole legare, è suo amico, si fida di lui ed è convinto che non scapperà. |                   |         |
| 11 | Tutti a tavola 「消えた角砂糖」 - kie ta kakuzatō | 13 marzo 1977     |         |
| 11 | Sterling porta Rascal in casa e gli dà da mangiare dello zucchero. Rascal si introduce nottetempo in casa per mangiarne dell'altro e sorpreso dalla governante, la graffia. |                   |         |
| 12 | Un libro e due monetine 「本と1セント銅貨」 - hon to 1 sento dōka | 20 marzo 1977     |         |
| 12 | La governante si licenzia perché non sopporta gli animali di Sterling e la mamma rimane da sola ad occuparsi della casa. Fortunatamente arriva da Chicago sua figlia Jessica per una breve vacanza prima di ritornare all'università. Jessica confida a Sterling di trovare la madre molto invecchiata: lui non se n'è reso conto, perché la vede tutti i giorni, ma comincia a sospettare che la madre sia ancora malata. |                   |         |
| 13 | Primo giorno di vacanze estive 「夏休みの第一日」 - natsuyasumi no daiichinichi | 27 marzo 1977     |         |
| 13 | È il primo giorno di vacanza e Sterling va a pescare al lago, ma al suo ritorno scopre che la madre ha avuto una ricaduta ed è molto grave. Ascoltando di nascosto ciò che il dottore dice al padre e alla sorella, capisce che per la madre non ci sono più speranze e rimane scioccato dalla notizia. |                   |         |
| 14 | Un grande dolore 「母のない子」 - haha nonai ko | 3 aprile 1977     |         |
| 14 | La madre di Sterling è morta. Al suo funerale partecipa tutta la famiglia: il padre Willard, le sorelle Theodora e Jessica, e il piccolo Sterling. Theodora vorrebbe prendere Sterling con sé per qualche tempo, ma lui non vuole abbandonare il padre e Rascal e rimane a casa sua. |                   |         |
| 15 | Una ragazzina di nome Alice 「アリスと友達になれたらなあ」 - arisu to tomodachi ninaretaranaa | 10 aprile 1977    |         |
| 15 | È arrivato Stevenson, il nuovo capostazione con la sua famiglia composta dalla moglie, le due figlie Flora (la più grande) e Alice (della stessa età di Sterling) e la nonna. Ed è proprio la madre del capostazione che si perde nel bosco ed è salvata da Oscar e Sterling che stavano pescando lì vicino. |                   |         |
| 16 | Una serata indimenticabile 「楽しいパーティの夜」 - tanoshi i patei no yoru | 17 aprile 1977    |         |
| 16 | I Stevenson organizzano una festa indimenticabile in onore di Oscar e Sterling, per ringraziarli di avere aiutato la nonna. Sterling è molto contento perché ora ha una nuova amica: Alice. |                   |         |
| 17 | Una gita sul lago 「ラスカルの冒険」 - rasukaru no bōken | 24 aprile 1977    |         |
| 17 | Il padre di Sterling organizza una gita al lago. Vi partecipano Sterling, Alice, Flora e la nonna. |                   |         |
| 18 | Un caro ricordo 「森で会った不思議な青年」 - mori de atta fushigi na seinen | 1º maggio 1977    |         |
| 18 | Durante la gita incontrano Carl, il figlio di un vecchio amico del padre di Sterling. Carl è il direttore di un albergo ed invita i ragazzi a passare una vacanza da lui. |                   |         |
| 19 | Per qualche pannocchia in più... 「ラスカルとトウモロコシ」 - rasukaru to tōmorokoshi | 8 maggio 1977     |         |
| 19 | Oscar dà a Rascal una pannocchia di granoturco: gli piace così tanto da non poterne fare più a meno. Così nottetempo Rascal esce di nascosto dalla sua tana e comincia a combinare disastri nei campi di granoturco dei vicini. |                   |         |
| 20 | L'angoscia di Sterling 「スターリングの悲しみ」 - sutaringu no kanashimi | 15 maggio 1977    |         |
| 20 | I vicini scoprono che la causa della distruzione delle loro piante è Rascal. Alcuni, come il signor Trumann, vorrebbero ucciderlo, ma grazie al sacerdote prevale la linea morbida. Sterling però dovrà costruire una gabbia per rinchiudere il suo amico. |                   |         |
| 21 | Un momento disperato 「あぶないラスカル」 - abunai rasukaru | 22 maggio 1977    |         |
| 21 | Mentre Sterling sta costruendo controvoglia la gabbia, arriva una lettera di Carl che invita Sterling, Alice e Flora al suo albergo. Dopo alcuni giorni Carl arriva a prendere i ragazzi, ma durante il viaggio Rascal ha una brutta avventura e rischia la vita per l'attacco di due gufi. |                   |         |
| 22 | Gli animali dei boschi 「森と湖の動物たち」 - mori to mizūmi no dōbutsu tachi | 29 maggio 1977    |         |
| 22 | L'albergo di Carl è un paradiso per gli animali, che ormai si fidano di lui e gli sono amici. I ragazzi vivranno tante avventure con l'orsetto Tanga, Cleopatra, l'orsetto lavatore e tutti gli altri animali della foresta. |                   |         |
| 23 | Un incidente accaduto a Carl 「カールの災難」 - karu no sainan | 5 giugno 1977     |         |
| 23 | L'orsetto Tanga ama intrufolarsi nelle stanze degli ospiti dell'albergo: non è pericoloso, ma i clienti si spaventano. Lo zio di Carl è il proprietario dell'albergo e decide di uccidere l'orso col fucile. Carl tenta di impedirglielo e rimane ferito non gravemente ad una gamba. Quella sera tutti gli animali del bosco amici di Carl circondano la sua casetta per vegliarlo durante la notte. |                   |         |
| 24 | Una spedizione in canoa 「走れ走れ僕らのカヌー」 - hashire hashire bokura no kanu | 12 giugno 1977    |         |
| 24 | Il padre di Sterling e la nonna di Alice partono per andare a trovare i ragazzi all'albergo. Intanto Sterling e Alice partono da soli per una spedizione in canoa sul lago; Carl non li può accompagnare per via della ferita e resta a casa accudito da Flora. Durante il viaggio vedono di lontano un'orsa ferita ad un occhio che accompagna i suoi piccoli a bere. Quella sera Sterling ed Alice, dopo una giornata di avventure, si accampano sulle rive del grande lago e mangiano il pesce che hanno pescato: quella giornata meravigliosa sarà ricordata per sempre.                                            |                   |         |
| 25 | Un cerbiatto ammalato 「森で見つけた仔鹿」 - mori de mitsu keta shi shika | 19 giugno 1977    |         |
| 25 | Rascal trova un cerbiatto appena nato che sembra malato. È la madre stessa che ha chiamato l'orsetto perché possa fare qualcosa. Sterling ed Alice portano il cerbiatto a Carl che capisce che è nato prematuro e che bisogna nutrirlo perché ritorni in forze. Sterling incontra il padre che è venuto a trovarlo assieme alla nonna di Alice, e gli confida di essere incuriosito da Annie, l'orsa che è rimasta ferita da un cacciatore ed ora rifugge ogni rapporto con gli uomini. |                   |         |
| 26 | La festa d'estate 「森と湖の夏まつり」 - mori to mizūmi no natsu matsuri | 26 giugno 1977    |         |
| 26 | È arrivato il momento di riportare il piccolo cerbiatto, ora completamente ristabilito, alla sua mamma. Stranamente Sterling vuole essere accompagnato solamente da Rascal e vuole fare tutto da solo. In cuor suo ha preso la triste decisione di lasciare il suo amico Rascal nella foresta perché sa che una volta ritornati a casa avrebbe dovuto imprigionarlo in una gabbia, ma l'orsetto non vuole sapere di lasciare il suo amico e ritorna indietro con lui. È finita l'estate e Sterling e Alice con i loro accompagnatori, salutano Carl e ritornano a casa, con la promessa di ritornare l'anno successivo. |                   |         |
| 27 | Collare e guinzaglio 「首わと皮ひも」 - kubi wato kawa himo | 3 luglio 1977     |         |
| 27 | Sterling è tornato a casa e in attesa di finire di costruire una gabbia per Rascal, si procura un collare ed un guinzaglio per impedirgli di andarsene in giro. |                   |         |
| 28 | Una gabbia per Rascal 「檻の中」 - ran no naka | 10 luglio 1977    |         |
| 28 | Anche se controvoglia, Sterling costruisce una grande gabbia di rete attorno alla quercia con la tana di Rascal. Ma la prima notte, sentendo i lamenti del suo amico, non ha il coraggio di lasciarlo rinchiuso e lo riporta per l'ennesima volta in camera sua. |                   |         |
| 29 | Liberi di correre 「星空をとぼう」 - hoshizora wotobō | 17 luglio 1977    |         |
| 29 | Rascal si è ormai abituato alla gabbia. Su proposta della maestra un giorno Sterling lo porta a scuola, ma quando Slammy stizzito vuole dare un pugno a Sterling, Rascal lo difende mordendo la mano al bulletto. Come risultato Rascal deve restare rinchiuso in gabbia per due settimane per controllare che non abbia la rabbia. Intanto Alice trova un piccolo cigno con un'ala spezzata e decide di portarlo a casa e di curarlo. |                   |         |
| 30 | Mai essere avari 「ケチケチするな」 - kechikechi suruna | 24 luglio 1977    |         |
| 30 | La quarantena per Rascal è finita, anche perché Slammy fingeva di stare male per non andare a scuola. Carl scrive una lettera a Flora e lei è felice perché si è innamorata di lui. Sterling decide di costruire una canoa in modo da poterla utilizzare la primavera successiva da Carl ed inizia il lavoro in salotto. |                   |         |
| 31 | Oggi è un giorno di festa 「花火のあがる日」 - hanabi noagaru nichi | 31 luglio 1977    |         |
| 31 | La costruzione della canoa procede spedita, ma oggi è la "festa del raccolto autunnale" o "degli irlandesi" e Sterling deve interrompere i lavori. Assieme ad Oscar e Rascal passano una bellissima giornata; con l'aiuto di Oscar riescono a non spendere nulla e anzi Sterling riesce ad incrementare il suo gruzzolo (che deve servire per la canoa) grazie all'amico che vince la gara dei "mangiatori di torte". |                   |         |
| 32 | Uccelli migratori 「わたり鳥の帰るころ」 - watari tori no kaeru koro | 7 agosto 1977     |         |
| 32 | Il cigno di Alice è guarito e deve essere liberato perché deve migrare al Sud. La ragazzina è triste e Sterling sa che prima o poi anche lui dovrà provare quella tristezza con Rascal. Sterling grazie al padre di Oscar, riesce a procurarsi del legno curvato per costruire la canoa. Ora la costruzione può proseguire speditamente. |                   |         |
| 33 | La vittoria di Donnybrook 「ドニイブルックの勝利」 - doniiburukku no shōri | 14 agosto 1977    |         |
| 33 | Il sig. Thurmann con la sua automobile e il cavallo Donnybrook condotto dal vicino di Sterling fanno una gara di velocità. Dopo vari avvenimenti la corsa se l'aggiudica il sig. Thurmann. Forse è davvero iniziata l'era dell'automobile. |                   |         |
| 34 | Uno scambio di lettere 「いじわるな手紙」 - ijiwaruna tegami | 21 agosto 1977    |         |
| 34 | Carl scrive a Sterling e a Flora, ma scambia le lettere: Flora non si rende conto subito dello scambio ed inizialmente si arrabbia molto con lui per quella che ritiene una lettera un po' troppo scherzosa (che era ovviamente rivolta a Sterling). Nelle due lettere Carl annunciava che sarebbe arrivato presto a Stenford. Intanto Sterling vorrebbe catturare i topi muschiati per vendere le loro pelli e guadagnare qualche soldo per la sua canoa, ma si rende presto conto della crudeltà delle tagliole che stava disponendo e rinuncia.                                                                      |                   |         |
| 35 | Novità per Flora 「カールとフローラ」 - karu to furora | 28 agosto 1977    |         |
| 35 | Carl è arrivato prima del previsto perché deve partire per l'Europa per lavoro e chiede la mano di Flora per portarla con sé. Viene deciso il matrimonio per il giorno seguente, ma Carl si rende conto di avere perduto l'anello. Il padre di Sterling gli dà l'anello che aveva in serbo per festeggiare la guarigione della moglie, purtroppo mai avvenuta e il matrimonio si può celebrare. Dal momento poi che l'anello viene ritrovato, alla sposa ne toccheranno due. |                   |         |
| 36 | Momenti preziosi 「待っていた老人」 - matte ita rōjin | 4 settembre 1977  |         |
| 36 | Per guadagnare qualche soldo per la sua canoa Sterling trova lavoro come venditore porta a porta di un giornale locale, ma è in arrivo la terribile influenza spagnola, che comincia a mietere vittime tra gli anziani e i bambini, tanto che la scuola viene temporaneamente chiusa. |                   |         |
| 37 | Speranze di vita 「朝の乳しぼり」 - asa no chichi shibori | 11 settembre 1977 |         |
| 37 | Anche Sterling si ammala, ma in forma molto lieve e dopo tre giorni è ormai guarito. Ma avviene una tragedia: le due fattorie del padre di Sterling, nel Montana e nel North Dakota vengono distrutte da un tifone, che uccide oltre 2000 capi di bestiame. Il padre deve allontanarsi da casa per tentare di salvare il salvabile e Sterling viene affidato agli zii Lilian e Fred che possiedono una fattoria. Per Sterling inizia una nuova vita e vuole imparare in fretta a rendersi utile. |                   |         |
| 38 | Splendidi ricordi 「素敵なおもいで」 - suteki naomoide | 18 settembre 1977 |         |
| 38 | Alice e Oscar vanno a trovare Sterling alla fattoria e passano una giornata molto divertente. Dopo qualche giorno arriva il padre di Sterling per riportarlo indietro: ci penserà Theodora a badare alla casa e a Sterling e visto che ormai la scuola riaprirà a breve. Il ragazzo non può fare altro che lasciare la fattoria anche se porterà sempre dentro di sé quelle giornate meravigliose a casa dagli zii. |                   |         |
| 39 | Il compleanno dimenticato 「忘れられた誕生日」 - wasure rareta tanjōbi | 25 settembre 1977 |         |
| 39 | È arrivata Theodora da Milwaukee per badare la casa. Oggi Sterling compie 12 anni, ma il padre, preso dalle preoccupazioni per le sue aziende, sembra essersene dimenticato. |                   |         |
| 40 | La prima neve 「初雪の夜」 - hatsuyuki no yoru | 2 ottobre 1977    |         |
| 40 | Martha apre la porta della gabbia di Rascal e l'orsetto scappa. Sulle sue tracce si mette anche il sig. Thurmann col suo fucile, con l'intento di farsi un cappello di pelliccia. Fortunatamente Rascal viene ritrovato alla sera dal padre di Sterling. |                   |         |
| 41 | Un insolito malato 「めずらしい患者」 - mezurashii kanja | 9 ottobre 1977    |         |
| 41 | Rascal durante la sua "fuga" ha mangiato qualcosa di velenoso ed ora sta male. Con uno stratagemma Sterling, Oscar e Alice riescono a farlo visitare dal medico della città, che ritiene che non vi sia nulla di grave. Theodora, dopo aver messo in ordine la casa, se ne ritorna a Milwaukee: Sterling ed il padre sono di nuovo soli, ma almeno Rascal lentamente guarisce. |                   |         |
| 42 | Sorprese natalizie 「もうすぐクリスマス」 - mōsugu kurisumasu | 16 ottobre 1977   |         |
| 42 | Si avvicina il Natale e Sterling è costretto a proteggere l'albero di Natale con una rete per evitare che Rascal lo danneggi. Sua sorella Jessica gli comunica che sarebbe arrivata il 23 dicembre e allega alla lettera 10 dollari, così Sterling può fare i regali di Natale, visto che per via della canoa che sta costruendo, è sempre a corto di soldi. |                   |         |
| 43 | La vigilia di Natale 「すばらしい贈り物」 - subarashii okurimono | 23 ottobre 1977   |         |
| 43 | Vigilia di Natale. Jessica è riuscita a pubblicare un suo racconto e con il denaro ricevuto fa uno splendido regalo a Sterling: la tela per la sua canoa. Finalmente Sterling potrà terminare il suo lungo lavoro e spostare la canoa fuori dal soggiorno. |                   |         |
| 44 | Una disputa sul ghiaccio 「氷の上の戦い」 - koori no ueno tatakai | 30 ottobre 1977   |         |
| 44 | A Sterling piace molto pattinare dopo che Alice glielo ha insegnato, ma è costretto ad una sfida sul ghiaccio con Slammy. Anche Oscar vorrebbe i pattini, ma suo padre non vuole. |                   |         |
| 45 | La voce nella tempesta 「お母さんの平手うち」 - o kaasan no hirate uchi | 6 novembre 1977   |         |
| 45 | Willard, il padre di Sterling, deve consegnare entro la giornata degli importanti documenti, ma si scatena una terribile tempesta che lo coglie sulla strada del ritorno e che quasi lo uccide. |                   |         |
| 46 | Povero papà 「お父さんのさびしい顔」 - o tōsan nosabishii kao | 13 novembre 1977  |         |
| 46 | Il padre di Sterling non si è ancora ripreso dalla brutta avventura, ma deve far fronte come può al disastro finanziario che l'ha colpito. Si è fidato delle persone sbagliate ed ora è rovinato: Sterling vede per la prima volta in lui un uomo debole e indifeso. |                   |         |
| 47 | Nascita di un vitellino 「立ちあがった仔牛」 - tachi agatta shi ushi | 20 novembre 1977  |         |
| 47 | Fred, lo zio di Sterling, viene a prendere il ragazzo con sé per qualche tempo, in modo che Willard possa rimettere in sesto i suoi affari. Sterling riprende la vita della fattoria: lotta (e perde) con un cavallo bizzoso ed assiste alla nascita della vitellina Lucy. |                   |         |
| 48 | Il cavallo ribelle 「じゃじゃ馬ならし」 - jaja uma narashi | 27 novembre 1977  |         |
| 48 | Willard ha praticamente perso tutto: dovrà vendere la casa e gli rimane solamente una fattoria nel Montana. Theodora riporta Sterling a casa, ma prima di partire dalla fattoria il ragazzo riesce a domare il cavallo ribelle. |                   |         |
| 49 | La casa di neve 「雪の家」 - yuki no ie | 4 dicembre 1977   |         |
| 49 | Willard si dovrà trasferire nella fattoria che gli è rimasta, ma Sterling non può andare con lui perché il luogo è troppo lontano da una scuola. Il ragazzo andrà quindi ad abitare a Milwaukee con la sorella Theodora. Sterling vorrebbe rimanere col padre per aiutarlo, ma alla fine capisce che proseguire gli studi è la cosa migliore. |                   |         |
| 50 | Il varo della canoa 「カヌーの進水式」 - kanu no shinsui shiki | 11 dicembre 1977  |         |
| 50 | Finalmente Sterling con l'aiuto di Oscar termina la canoa. A breve dovrà lasciare Breisford e pensa di regalarla al suo grande amico. |                   |         |
| 51 | Ultimi sette giorni 「残された一週間」 - nokosa reta isshūkan | 18 dicembre 1977  |         |
| 51 | Ormai la partenza di Sterling è prossima e dopo avere salutato la maestra fa un'ultima gita al lago con Oscar e Alice. |                   |         |
| 52 | L'ora degli addii 「別れと出発の時」 - wakare to shuppatsu no toki | 25 dicembre 1977  |         |
| 52 | Sterling libera Rascal in una zona selvaggia dove gli uomini non possano disturbarlo. Decide di partire da solo per Milwaukee e finalmente, dopo aver salutato il padre e gli amici sale sul treno che lo porterà via, verso una nuova vita. |                   |         |